# CS Dinamo București (basquete)
A secção de basquetebol do Clubul Sportiv Dinamo București, também conhecido como CS Dinamo Bucureşti, é uma equipe profissional que disputa a LNBM (Romênia) e a Liga Norte Europeia (ENBL). A equipe representa um dos gigantes esportivos da Romênia e, espelhando a rivalidade do "Clássico Eterno" (em romeno:  Eternul Derby) praticada no futebol, tem contra o Steaua Bucarești histórica rivalidade tornando-os os maiores campeões da Liga Romena (22 títulos para o Dinamo e 21 para o Steaua). Seus jogos como equipe mandante são disputados na Sala Polivalentă Dinamo  com capacidade para 2538 espectadores.

## História
Seguindo a popularidade crescente da modalidade basquetebol, em 1949 foi fundada a equipe do Dinamo Bucareste e em 1953 conquistou o primeiro dos seus 21 títulos nacionais. A rivalidade contra o seu arquirrival, Steaua Bucaresti foi a tônica da Liga Nacional, sendo que entre 1952-53 e 1990-91, a dupla bucarestina alternou-se como campeão nacional, situação que só mudou em 1991-92 com o bicampeonato de Cluj-Napoca. As partidas eram disputadas na Sala Floreasca, recém fundada para o "Festival Mundial da Juventude de 1953".
O último título nacional veio na temporada 2002-03 após 15 anos de jejum e durante a temporada 2009-10, enquanto via-se novamente os transilvânios de Cluj-Napoca serem campeões nacionais, o Dinamo era rebaixado para a segunda divisão pela primeira vez
Buscando revitalizar a glória de outrora, a diretoria do clube praticamente refundou o clube em 2018, ao unir forças com o Știința București, passando a se chamar Dinamo Știința București.

## Histórico de temporadas
Fontes: eurobasket.com e frbaschet.ro
| Temporada | Competição Doméstica | Competição Doméstica | Competição Doméstica | Competição Doméstica | Competição Doméstica | Competição Doméstica | Copa Romena       | Copa Romena | Competições Europeias | Competições Europeias |
| Temporada | Nível                | Liga                 | Pos.                 | TR.                  | PL.                  | Pós Temporada        | Copa              | Supercopa   | Liga                  | Resultado             |
| --------- | -------------------- | -------------------- | -------------------- | -------------------- | -------------------- | -------------------- | ----------------- | ----------- | --------------------- | --------------------- |
| 2014-15   | 2                    | Liga 1               | 2                    | 8-2                  | 2-1                  | PromovidoFinalista   |                   |             |                       |                       |
| 2015-16   | 1                    | Liga Națională       | 3º                   | 15-17                | 1-3                  | Quartas de finais    | Oitavas de finais |             |                       |                       |
| 2016-17   | 1                    | Liga Națională       | 9                    | 6-15                 |                      |                      | Oitavas de finais |             |                       |                       |
| 2017-18   | 1                    | Liga Națională       | 12                   | 3-28                 |                      |                      | Oitavas de finais |             |                       |                       |
| 2018-19   | 1                    | Liga Națională       | 3º                   | 8-2                  | 1-3                  | Quartas de finais    | Semifinais        |             |                       |                       |
| 2019-20   | 1                    | Liga Națională       | COVID-19             | COVID-19             | COVID-19             | COVID-19             | Semifinais        |             |                       |                       |
| 2020-21   | 1                    | Liga Națională       | 9                    | 11-15                |                      |                      | Fase preliminar   |             |                       |                       |
| 2021-22   | 1                    | Liga Națională       | 7                    | 15-15                | 1-2                  | Quartas de finais    | Quartas de finais |             |                       |                       |
| 2022-23   | 1                    | Liga Națională       | 9                    | 15-19                |                      |                      | Fase preliminar   |             |                       |                       |
| 2023-24   | 1                    | Liga Națională       | 8                    | 15-19                | 0-3                  | Quartas de finais    | Fase preliminar   |             |                       |                       |
| 2024-25   | 1                    | Liga Națională       | 12                   |                      |                      |                      | Fase preliminar   |             | R EBLN                | TR 2-6                |

### Participações em competições internacionais
| Temporada | Competição        | V-D | Final                            |
| --------- | ----------------- | --- | -------------------------------- |
| 1994-95   | FIBA Euroliga     | 0-2 | Primeira rodada                  |
| 1998-99   | Copa Korać        | 1-1 | Primeira rodada                  |
| 2003-04   | EuroCup Challenge | 2-2 | Primeira fase                    |
| 2004-05   | EuroCup Challenge | 3-3 | Quartas de finais de conferencia |
| 2008-09   | Liga Balcãnica    | 1-7 | Temporada regular                |

## Títulos

### Liga Nacional
- Campeão (22):1952-1953, 1953-1954, 1954-1955, 1956-1957, 1964-1965, 1967-1968, 1968-1969, 1969-1970, 1970-1971, 1971-1972, 1972-1973, 1972-1973, 1973-1974, 1974-1975, 1975-1976, 1976-1977, 1978-1979, 1982-1983, 1982-1983, 1987-1988, 1993-1994, 1996-1997, 1997-1998, 2002-2003

### Copa da Romênia
- Campeão (4):1967, 68, 69, 80